# عاطیف ییلماز
عاطیف ییلماز (ترکی استانبولی: Atıf Yılmaz؛ ‏ ۹ دسامبر ۱۹۲۵ – ۵ مهٔ ۲۰۰۶) کارگردان فیلم، فیلم‌نامه‌نویس کُرد اهل ترکیه بود. او کارگردان ۱۱۹ فیلم، نویسنده ۵۳ فیلم و تهیه‌کننده ۲۸ فیلم بوده‌است.
از فیلم‌هایی که وی در آن‌ها نقش داشته است، می‌توان به بیچاره‌ها اشاره نمود.